# Zavodi Crvena Zastava AS
Zavodi Crevna Zastava era un poderoso conglomerado industrial y de propiedad estatal yugoslavo/serbio, que incluyó varias entidades industriales diferentes; y que luego de su privatización se transformó en un holding empresarial, cada una de las empresas resultantes estaba especializada en una rama industrial diferente.

## Historia

### Inicios
La firma originalmente establecida el 29 de marzo de 1851, cuando el príncipe Alexander Karadjordjević, como un esfuerzo por industrializar dicha región, bajo la égida del anterior, y ante la estrecha vigilancia del imperio europeo y del imperio musulmán, se dedicó inicialmente a la producción de cañones y otras piezas para armas menores.
En 1860 parten las cuatro primeras piezas de artillería, y ya en éstas se observaba el emblema de la fundición de Zastava Oruzjé (en serbio: Застава оружје, en croata: Zastava Oružje). Para 1888, la producción de armas llegaba alas 100.000 unidades, todas ellas eran del Rifle Mauser.
Luego, tras el inicio de hostilidades de la la "gran guerra", la mayor parte de la maquinaria de la planta fue enviada a Alemania, y tras la negociación del tratado de Versalles, la Alemania derrotada en esa entonces debió reparar al Reino de Yugoslavia con una suma de dinero, que equivalió a la mitad del valor real de la planta.

### Otras ramas inician
Ya en la década de 1930 la empresa comenzó la producción de camiones diseñados por Ford para el ejército yugoslavo. Luego llegaría la Guerra en Europa, y con la invasión nazi a Yugoslavia, las actividades se detuvieron y dieron paso a la producción de enseres y material bélico para las tropas invasoras. Con la llegada de la Segunda Guerra Mundial la producción de vehículos se paralizó en 1941. 
Tras dicho devastador conflicto, las autoridades comunistas de Yugoslavia, para no dejar en ruinas al país y reactivar su ingente desarrollo industrial, retoman las labores, con asesoría exterior, para la rama de armamento se decide que sean productores rusos y alemanes quienes reconstruyan y apoyen la producción armamentística. 
En la rama automovilística, a comienzos de los años cincuenta, Zastava comenzó a producir algunos automóviles Jeep bajo licencia de Willys-Overland Motors pero el acuerdo finalizó y la producción se detuvo. Luego, se obtiene la colaboración del conglomerado italiano Fiat, tanto para camiones como para vehículos de pasajeros. Dicha cooperación dio fructíferos resultados, tras verse ya circulando modelos de producción local, tanto de coches como de camiones, que incluso en el exterior gozaron de buena acogida dada la exigencia de calidad demandada por parte del constructor italiano.

### Disolución de Yugoslavia
Pero, tras la muerte de Tito en 1980, las desigualdades políticas y sociales hicieron mella en la sólida Yugoslavia, y se fragmentó en sus diversas culturas reducidas de fuerte forma por el fallecido, y tanto quienes deseaban la independencia, como los que deseaban la supremacía de su cultura por la de los demás "descalabraron" los ingentes logros industriales.
Es así como en la operación "Allied Force", y con el apogeo del conflicto bélico en 1995, y las acciones pro-serbias de corte militar que provocaron graves castigos para lo que fue su existencia durante la era Milosevic, unida a los embargos de la OTAN de 1999, le causaron graves daños a las plantas y demás factorías del grupo que estaban situadas en Kragujevac (donde confundieron las instalaciones de armamento con las de coches), con lo que las principales compañías del conglomerado sufrieron un grave retroceso. Después de estos graves incidentes, la actividad industrial en Serbia quedó prácticamente paralizada, teniendo unas altas cifras de desocupados, las autoridades serbias deciden el privatizar de manera urgente todas las ramas del otrora poderoso conglomerado, considerando vender sus activos más poderosos primero, para así poder llevar a cabo sus planes de reparación.

### Actualidad
La firma Fiat Automobili Srbija ahora se encarga de las operaciones de producción de coches, ya bajo la marca italiana; en las instalaciones de Kragujevac.
La firma Camiones Zastava se encarga ahora, bajo el mando de IVECO, de la producción de camiones de modelos ya en desuso bajo el emblema de Zastava para su venta en el exterior, y así mismo; produce parte de sus camiones, ya con ayuda italiana, y aparte de ello hasta exporta cierta cantidad de partes para las plantas de Fiat en Italia.[cita requerida]
La filial de armamentos es ahora propiedad del fabricante estadounidense Remington, y sigue con la producción de armas de modelo soviético pero ahora calibradas también a municiones de normas OTAN.

## Ramas
- Armas Zastava - Es el ramo industrial del fabricante Zastava, relacionado con la producción de y mantenimiento de armas, estas eran modelos bajo licencia franceses, soviéticos o alemanes, luego; convertidos en desarrollos autóctonos.

- Automóviles Zastava - Fue creada en 1953, siendo el fabricante de automóviles más destacado de Yugoslavia, y luego de Serbia, luego de las sanciones económicas se convierte en Застава Аутомобили (Zastava Automobili).

- Camiones Zastava - Fabricante de camiones Zastava. Estrechamente relacionado con el fabricante de camiones italiano Iveco, el cual es la rama industrial de vehículos industriales, comerciales y pesados del grupo Fiat.

- Zastava Vehículos Especiales - Fabricante de carrocerías, diseños en base de los camiones y automóviles diseñados por la rama automovilística de Zastava, aún bajo propiedad estatal serbia.

- Otras actividades industriales se vendieron después del final de la guerra en los Balcanes.

- Zastava Alati
- Zastava Films
- Zastava Metal
- RAPP Zastava
- Zastava Kovacnica
- Zastava Livnica
- Zastava PES
- Zastava Procesna Oprema
- Zastava Impro
- Zastava Autodelovi
- Zastava Auto ad Banja Luka
- Zastava Ramiz Sadiku

Estas últimas son, salvo algunas excepciones; ahora en parte propiedad del gobierno de Serbia y de inversores extranjeros.